# Xian de Dejiang
Le xian de Dejiang (德江县 ; pinyin : Déjiāng Xiàn) est un district administratif de la province du Guizhou en Chine. Il est placé sous la juridiction de la préfecture de Tongren.

## Démographie
La population du district était de 415 220 habitants en 1999.